# Червона Діброва (зупинний пункт)
Черво́на Дібро́ва — пасажирський зупинний пункт Івано-Франківської дирекції Львівської залізниці. 
Розташований у однойменному селі Глибоцького району Чернівецької області на межі Глибоцького та Сторожинецького районів на лінії Чернівці-Північна — Багринівка між станціями Великий Кучурів (7 км) та Глибока-Буковинська (7 км)
Розташований за 500 метрів від автошляху Т 2605 і за 100 метрів від узбережжя річки Дереглуй.
Будівля зупинного пункту хатково-садибного типу перебуває у стадії руйнації
На зупинному пункті Червона Діброва зупиняються приміські потяги до станцій Чернівці, Вадул-Сірет, Сторожинець.